# Melvin Calvin
Melvin Calvin (Saint Paul, 8 de abril de 1911 — Berkeley, 8 de janeiro de 1997) foi um bioquímico estadunidense.
Foi agraciado com o Nobel de Química de 1961 pela sua investigação sobre a assimilação do dióxido de carbono nas plantas.
Cientista célebre por seus estudos sobre a fotossíntese e por seu trabalho com determinadas plantas que produzem combustíveis, Calvin foi o responsável pela identificação do papel do carbono na fotossíntese.

## Publicações
- Calvin, M., and Benson, A. A. "The Path of Carbon in Photosynthesis", Ernest Orlando Lawrence Berkeley National Laboratory, University of California Radiation Laboratory–Berkeley, United States Department of Energy (through predecessor agency the Atomic Energy Commission), (March 8, 1948).
- Stepka, W., Benson, A. A., and Calvin, M. "The Path of Carbon in Photosynthesis II. Amino Acids", Ernest Orlando Lawrence Berkeley National Laboratory, University of California Radiation Laboratory-Berkeley, United States Department of Energy (through predecessor agency the Atomic Energy Commission), (May 25, 1948).
- Benson, A. A., and Calvin, M. "Path of Carbon in Photosynthesis III.", Ernest Orlando Lawrence Berkeley National Laboratory, University of California Radiation Laboratory–Berkeley, United States Department of Energy (through predecessor agency the Atomic Energy Commission), (June 1, 1948).
- Calvin, M., and Benson, A. A. "The Path of Carbon in Photosynthesis IV. The Identity and Sequence of the Intermediates in Sucrose Synthesis.", Ernest Orlando Lawrence Berkeley National Laboratory, University of California Radiation Laboratory–Berkeley, United States Department of Energy (through predecessor agency the Atomic Energy Commission), (December 14, 1948).
- Benson, A. A., Bassham, J. A., Calvin, M., Goodale, T. C., Haas, V. A., and Stepka, W. "The Path of Carbon in Photosynthesis V. Paper Chromatography and Radioautography of the Products.", Ernest Orlando Lawrence Berkeley National Laboratory, University of California Radiation Laboratory–Berkeley, United States Department of Energy (through predecessor agency the Atomic Energy Commission), (June 13, 1949).
- Calvin, M. "The Path of Carbon in Photosynthesis VI.", Ernest Orlando Lawrence Berkeley National Laboratory, University of California Radiation Laboratory–Berkeley, United States Department of Energy (through predecessor agency the Atomic Energy Commission), (June 30, 1949).
- Benson, A. A., and Calvin, M. "The Path of Carbon in Photosynthesis VII. Respiration and Photosynthesis.", Ernest Orlando Lawrence Berkeley National Laboratory, University of California Radiation Laboratory-Berkeley, United States Department of Energy (through predecessor agency the Atomic Energy Commission), (July 21, 1949).
- Bassham, J. A., Benson, A. A., and Calvin, M. "The Path of Carbon in Photosynthesis VIII. The Role of Malic Acid.", Ernest Orlando Lawrence Berkeley National Laboratory, University of California Radiation Laboratory–Berkeley, United States Department of Energy (through predecessor agency the Atomic Energy Commission), (January 25, 1950).
- Badin, E. J., and Calvin, M. "The Path of Carbon in Photosynthesis IX. Photosynthesis, Photoreduction, and the Hydrogen-Oxygen-Carbon Dioxide Dark Reaction.", Ernest Orlando Lawrence Berkeley National Laboratory, University of California Radiation Laboratory–Berkeley, United States Department of Energy (through predecessor agency the Atomic Energy Commission), (February 1, 1950).
- Calvin, M., Bassham, J. A., Benson, A. A., Lynch, V., Ouellet, C., Schou, L., Stepka, W., and Tolbert, N. E. "The Path of Carbon in Photosynthesis X. Carbon Dioxide Assimilation in Plants.", Ernest Orlando Lawrence Berkeley National Laboratory, University of California Radiation Laboratory–Berkeley, United States Department of Energy (through predecessor agency the Atomic Energy Commission), (April 1, 1950).
- Schou, L., Benson, A. A., Bassham, J. A., and Calvin, M. "The Path of Carbon in Photosynthesis XI. The Role of Glycolic Acid.", Ernest Orlando Lawrence Berkeley National Laboratory, University of California Radiation Laboratory–Berkeley, United States Department of Energy (through predecessor agency the Atomic Energy Commission), (September 11, 1950).
- Calvin, M., Bassham, J. A., Benson, A. A., Kawaguchi, S., Lynch, V. H., Stepka, W., and Tolbert, N. E."The Path of Carbon in Photosynthesis XIV.", Ernest Orlando Lawrence Berkeley National Laboratory, University of California Radiation Laboratory–Berkeley, United States Department of Energy (through predecessor agency the Atomic Energy Commission), (June 30, 1951).
- Benson, A. A., Bassham, J. A., Calvin, M., Hall, A. G., Hirsch, H., Kawaguchi, S., Lynch, V., and Tolbert, N. E."The Path of Carbon in Photosynthesis XV. Ribulose and Sedoheptulose.", Ernest Orlando Lawrence Berkeley National Laboratory, University of California Radiation Laboratory–Berkeley, United States Department of Energy (through predecessor agency the Atomic Energy Commission), (January 1952).
- Benson, A. A., Kawaguchi, S., Hayes, P., and Calvin, M. "The Path of Carbon in Photosynthesis XVI. Kinetic Relationships of the Intermediates in Steady State Photosynthesis.", Ernest Orlando Lawrence Berkeley National Laboratory, University of California Radiation Laboratory-Berkeley, United States Department of Energy (through predecessor agency the Atomic Energy Commission), (June 5, 1952).
- Buchanan, J. G., Bassham, J. A., Benson, A. A., Bradley, D. F., Calvin, M., Daus, L. L., Goodman, M., Hayes, P. M., Lynch, V. H., Norris, L. T., and Wilson, A. T. "The Path of Carbon in Photosynthesis XVII. Phosphorus Compounds as Intermediates in Photosynthesis.", Ernest Orlando Lawrence Berkeley National Laboratory, University of California Radiation Laboratory-Berkeley, United States Department of Energy (through predecessor agency the Atomic Energy Commission), (July 8, 1952).
- Buchanan, J. G., Lynch, V. H., Benson, A. A., Calvin, M., and Bradley, D. F. "The Path of Carbon in Photosynthesis XVIII. The Identification of Nucleotide Coenzymes.", Ernest Orlando Lawrence Berkeley National Laboratory, University of California Radiation Laboratory–Berkeley, United States Department of Energy (through predecessor agency the Atomic Energy Commission), (January 19, 1953).
- Calvin, M., and Massini, P. "The Path of Carbon in Photosynthesis XX. The Steady State.", Ernest Orlando Lawrence Berkeley National Laboratory, University of California Radiation Laboratory–Berkeley, United States Department of Energy (through predecessor agency the Atomic Energy Commission), (September 1952).
- Calvin, M. "Photosynthesis: The Path of Carbon in Photosynthesis and the Primary Quantum Conversion Act of Photosynthesis.", Ernest Orlando Lawrence Berkeley National Laboratory, University of California Radiation Laboratory-Berkeley, United States Department of Energy (through predecessor agency the Atomic Energy Commission), (November 22, 1952).
- Bassham, J. A., Benson, A. A., Kay, L. D. Harris, A. Z., Wilson, A. T., and Calvin, M. "The Path of Carbon in Photosynthesis XXI. The Cyclic Regeneration of Carbon Dioxide Acceptor.", Ernest Orlando Lawrence Berkeley National Laboratory, University of California Radiation Laboratory-Berkeley, United States Department of Energy (through predecessor agency the Atomic Energy Commission), (October 1, 1953).
- Bassham, J. A., and Calvin, M. "The Path of Carbon in Photosynthesis", Ernest Orlando Lawrence Berkeley National Laboratory, University of California Lawrence Radiation Laboratory-Berkeley, United States Department of Energy (through predecessor agency the Atomic Energy Commission), (October 1960).
- Calvin, M. "The Path of Carbon in Photosynthesis (Nobel Prize Lecture).", Ernest Orlando Lawrence Berkeley National Laboratory, University of California Radiation Laboratory-Berkeley, United States Department of Energy (through predecessor agency the Atomic Energy Commission), (December 11, 1961).